# قانون پیش‌بینی بالینی
قانون پیش‌بینی بالینی (انگلیسی: Clinical prediction rule) یا ارزیابی احتمال بالینی مشخص می‌کند که چگونه از علائم، نشانه‌ها و دیگر یافته‌های پزشکی برای تخمین احتمال یک بیماری خاص یا نتیجه بالینی استفاده شود.
پزشکان در تخمین خطرات بیماری‌ها با دشواری مواجه هستند و معمولاً به اشتباه احتمال را بیشتر از واقعیت تخمین می‌زنند، شاید به دلیل سوگیری‌های شناختی مانند غفلت از نرخ پایه که در آن خطر یک پیامد نامطلوب اغراق می‌شود.

## روش‌ها
در یک مطالعه قانون پیش‌بینی، محققان گروهی متوالی از بیماران را که مشکوک به داشتن بیماری یا نتیجه خاصی هستند شناسایی می‌کنند. سپس محققان مجموعه‌ای استاندارد از مشاهدات بالینی را برای هر بیمار جمع‌آوری کرده و آزمایش یا پیگیری بالینی انجام می‌دهند تا وضعیت واقعی بیمار را مشخص کنند. آن‌ها سپس از روش‌های آماری برای شناسایی بهترین پیش‌بینی‌کننده‌های بالینی وضعیت واقعی بیمار استفاده می‌کنند. احتمال بیماری به پیش‌بینی‌کننده‌های بالینی کلیدی بیمار بستگی خواهد داشت. استانداردهای روش‌شناختی منتشر شده، روش‌های خوب برای توسعه یک قانون پیش‌بینی بالینی را مشخص می‌کنند.
یک بررسی از روش‌ها نتیجه‌گیری کرده است که «اکثریت مطالعات پیش‌بینی در ژورنال‌های با تأثیر بالا، توصیه‌های روش‌شناختی فعلی را دنبال نمی‌کنند و این موضوع قابلیت اطمینان و کاربرد آن‌ها را محدود می‌کند»، که یافته‌های قبلی از مطالعات مرتبط با دیابت را تأیید می‌کند. بیانیه TRIPOD اکنون به‌طور گسترده‌ای برای بهبود کیفیت گزارش‌دهی قوانین پیش‌بینی بالینی استفاده می‌شود، با یک افزونه که برای ارائه راهنمایی در قوانین پیش‌بینی بالینی که با استفاده از روش‌های هوش مصنوعی توسعه یافته‌اند طراحی شده است.

## تأثیر بر پیامدهای سلامت
تعداد کمی از قوانین پیش‌بینی اثرات استفاده از آن‌ها توسط پزشکان را به‌طور کمی ارزیابی کرده‌اند.
در مواردی که مورد مطالعه قرار گرفته است، تأثیر ارائه اطلاعات به‌تنهایی (برای مثال، ارائه احتمال محاسبه‌شده بیماری) منفی بوده است.
با این حال، زمانی که قانون پیش‌بینی به‌عنوان بخشی از یک مسیر بحرانی اجرا می‌شود، به‌طوری که بیمارستان یا کلینیک روش‌ها و سیاست‌هایی برای مدیریت بیماران شناسایی‌شده به‌عنوان دارای خطر بالا یا پایین بیماری تعیین کرده باشد، قانون پیش‌بینی تأثیر بیشتری بر پیامدهای بالینی دارد.
هرچه قانون پیش‌بینی به‌صورت فشرده‌تری اجرا شود، مزایای بیشتری حاصل خواهد شد.